# HD 65216
HD 65216 – gwiazda typu żółty karzeł, położona w gwiazdozbiorze Kila w odległości około 112 lat świetlnych od Ziemi. Jest bardzo podobna do Słońca, jednak o 8% mniej masywna.
W 2003 roku odkryto planetę HD 65216 b krążącą wokół tej gwiazdy. W 2011 poinformowano o odkryciu drugiej planety w tym układzie – HD 65216 c.
W 2007 ogłoszono, że gwiazda wchodzi w skład układu potrójnego, którego dwie pozostałe gwiazdy: HD 65216 B i HD 65216 C tworzą układ podwójny, położony w odległości 253 j.a. od głównej gwiazdy. HD 65216 B jest karłem o typie widmowym M i masie szacowanej na 0,089 M☉, natomiast HD 65216 C to karzeł o typie widmowym L i masie 0,078 M☉.